# Gare d'Okamoto (Hyōgo)
La gare d'Okamoto (岡本駅, Okamoto-eki) est une gare ferroviaire située à Kobe, dans la préfecture de Hyōgo au Japon. La gare est exploitée par la compagnie Hankyu.

## Situation ferroviaire
La gare d'Okamoto est située au point kilométrique (PK) 23,4 de la ligne Hankyu Kobe.

## Histoire
La gare est inaugurée le 16 juillet 1920.

## Service des voyageurs

### Accueil
La gare dispose de guichets et des automates pour l'achat de titres de transport. Elle est ouverte tous les jours.

### Desserte
- Ligne Hankyu Kobe :
  - voie 1 : direction Kobe-Sannomiya et Shinkaichi
  - voie 2 : direction Jūsō et Osaka-Umeda

### Intermodalité
La gare de Settsu-Motoyama de la JR West est située à 250 m au sud de la gare.